# Куманівка
Ку́манівка — село в Україні, у Махнівській сільській громаді Хмільницького району Вінницької області. Населення становить 413 осіб.

## Етимологія
На думку історика Омеляна Пріцака назва походить від половців-куманів.

## Історія

### Заснування села
Точна дата заснування села невідома, перша відома згадка про Куманівку зустрічається в описі подимного податку за 1754 рік:
|  | Kumanowka w posesji Wielmożnego Chojeckiego starosty lit[...], szesnastka. Do grodu złotych trzy, groszy cztery, do skarbu złotych dwanaście i groszy szesnaście. Na pierwszym latusie podpis ręki Wielmożnego Jakubowskiego w te słowa: Jan Jakubowski chorąży kijow[ski] |

Тобто станом на 1754 рік Куманівка була у посесії у старости Хоєцького. У повітовий бюджет село повинно було сплачувати три злотих і чотири гроші, до Скарбу (податку, що збирався на утримання надвірної міліції) дванадцять злотих і шістнадцять грошів.
Згідно Генеральної карти України французького військового інженера Гійома Левассера де Боплана біля Куманівки проходив давній торговий шлях, що називався Чорний шлях. Очевидно саме близьке розташування до нього, дозволяло селу розвиватися, проте, саме цим шляхом перекопські татари гнали населення України до Кафи, на невольницькі ринки, тож село потерпало від набігів татар.

### У складі Речі Посполитої
За результатами Андрусівського перемир'я 1667 року село, як і усе Правобережжя, залишилося у складі Речі Посполитої, входило до Київського воєводства, центром якого стало місто Житомир.
У 1779 році так званий Махнівський ключ (а саме містечко Махнівку і 13 сіл) придбав польський державний діяч і останній воєвода Київський Прот Потоцький Очевидно, що Куманівка входила до переліку цих сіл, це підтверджується пізнішими документами, а саме ревізькою казкою 1795 року.
|  | 1795-го, июля, 30 дня. Брацлавской Губернии Махновского уезда, села Кумановки принадлежащего дедичному властителю господину тайному советнику, сенатору и кавалеру графу Проту Потоцкому и находящегося в действительном его владении. |

### У складі Російської Імперії
Під час Другого поділу Речі Посполитої в 1793 році територія Махнівського повіту до якого належало село Куманівка, була приєднана до Російської Імперії, спочатку до Брацлавського намісництва, а потім до Київської губернії.
Власник Куманівки, Прот Потоцький, перейшов на службу до Російської імперії, отримавши чин таємного радника. Проте невдовзі він збанкрутів і його землі були роздані за борги різним власникам. Інформація про це була опублікована в газеті Kurier Litewski № 72 за 8 червня 1798 року, що виходила у Вільно:
|  | «… Sukcessorom Kaspra Dabrowskiego, Marcinowi Kumanowskiemu, Rafalowi Dzierzek, Hieronimie Lipskiey w assystencyi prawa nalezney, Witalisowi Zawadzkiemy na dobrach Kumanowka...» |

Права власності на Куманівку переходять до Мартина Кумановського, а потім і до його сина Теодора Кумановського, про що свідчить ревізька казка 1811 року. Родина Кумановських володіла селом аж до кінця XIX ст. коли, померла бездітна донька Феліція Кумановська, одна з двох доньок Теодора.
У 1846 році Бердичів став повітовим містом замість Махнівки, а повіт перейменований на Бердичівський, Куманівка залишилася у складі Бердичівського повіту.

У 1864 році Куманівка була згадана в книзі «Сказания о населенных местностях Киевской губернии», українського краєзнавця Похилевича Лаврентія Івановича, на сторінці 151 автор наводить такі відомості про село Куманівку:
|  | Село Куманівка знаходиться на відстані 4 версти від села Вуйни, при річці Гнилоп’ять. Жителів обох статей: православних — 395, римських католиків — 150; землі — 2056 десятин. Належить нащадкам Еразма та Теодора Кумановських. Церква Михайлівська, дерев’яна, 7-го класу; землі має вказану пропорцію. Час побудови церкви невідомий, а відремонтована в 1849 році. Дзвони висять на стовпах, замість дзвіниці. |

У 1900 році за наказом київського генерал-губернатора було складено і видано друком книгу «Список населених пунктів Київської губернії» про Куманівку в цій книзі було сказано наступне:
|  | Село Куманівка (власницьке). В ньому дворів 147. Жителів обох статей 1203 людини, з них чоловіків 596 і жінок 607. Головне заняття жителів – вирощування хліба. Відстань від повітового міста до села — 28 верст, від найближчих: залізничної станції — 8 верст, поштової (казенної) — 10 верст, поштової (земської) — 10 верст. Залізнична станція носить назву «Козятин». Телеграфна станція знаходиться в м. Козятин, поштова (казенна) і поштова (земська) в м.Махнівці. В селі числиться землі 1834 десятини, з них належить: поміщикам Дині Павлівні Фрейт і Марії Павлівні Діаковській — 700 десятин, Катерині Сергіївні Кушакевич — 615 десятин, церкві — 34 десятини, селянам 485 десятин. Господарство в садибах ведуть: Діаковської і Фрейт — управляючий Адольф Кулета, а Кушакевич — сама. В селі є одна православна церква, одна церковно-приходська школа і два вітряних млина з одним робітником кожен |

### Період Перших визвольних змагань
13 грудня 1919 року в Куманівку увійшли війська Волинської дивізії Армії Української Народної Республіки що тоді саме перебували в Першому зимовому поході. Після цього і аж на довгих 72 роки село залишалося під радянською окупацією.

### Період УРСР
Під час Голодомору 1932—1933 років померло щонайменше 73 жителі села.

### У складі незалежної України
12 червня 2020 року, відповідно до Розпорядження Кабінету Міністрів України № 707-р, «Про визначення адміністративних центрів та затвердження територій територіальних громад Вінницької області», увійшло до складу Махнівської сільської.
19 липня 2020 року, в результаті адміністративно-територіальної реформи і ліквідації Козятинського району, село увійшло до складу новоутвореного Хмільницького району.

## Населення

### Мова
Розподіл населення за рідною мовою за даними перепису 2001 року:
| Мова       | Кількість | Відсоток |
| ---------- | --------- | -------- |
| українська | 406       | 98.31%   |
| російська  | 4         | 0.97%    |
| румунська  | 2         | 0.48%    |
| гагаузька  | 1         | 0.24%    |
| Усього     | 413       | 100%     |